# Mahieddine Meftah
Mahieddine Meftah (ur. 25 września 1968 w Tizi Wuzu) – algierski piłkarz grający na pozycji środkowego obrońcy. W reprezentacji Algierii rozegrał 107 meczów i strzelił 4 gole. Jest kuzynem Mohameda Rabie Meftaha i Rahima Meftaha, także piłkarzy.

## Kariera klubowa
Karierę piłkarską Meftah rozpoczął w klubie Jeunesse Sportive de Kabylie z rodzinnego miasta Tizi Wuzu. W 1987 roku awansował z drużyny juniorskiej do seniorów i zadebiutował wówczas w barwach JS Kabylie w pierwszej lidze algierskiej. W JS Kabylie grał do końca sezonu 1995/1996. Wraz z tym klubem trzykrotnie sięgał po mistrzostwo kraju w latach 1989, 1990 i 1995, a dwukrotnie zdobywał Puchar Algierii w latach 1992 i 1994. Z JS Kabylie osiągał też sukcesy na arenie międzynarodowej - w 1990 roku zdobył Puchar Mistrzów, a w 1995 roku Puchar Zdobywców Pucharów.
W 1996 roku Meftah odszedł z JS Kabylie do USM Algier, w którym grał do 2007 roku, czyli do zakończenia swojej kariery sportowej. Wraz z USM Algier wywalczył mistrzostwo kraju w latach 2002, 2003 i 2005 oraz zdobył puchar kraju w latach 1997, 1999, 2001, 2003 i 2004.

## Kariera reprezentacyjna
W reprezentacji Algierii Meftah zadebiutował w 1990 roku. W swojej karierze sześciokrotnie bywał powoływany do kadry Algierii na Puchar Narodów Afryki.
W 1990 roku, gdy Algieria wygrywała mistrzostwo Afryki w Pucharze Narodów Afryki 1990 Meftah nie rozegrał żadnego spotkania. W 1992 roku był w kadrze Algierii na Puchar Narodów Afryki 1992, ale i na nim nie wystąpił ani razu.
Swoje pierwsze mecze Pucharu Narodów Afryki Meftah rozegrał w 1996 roku w Pucharze Narodów Afryki 1996. Na nim zagrał czterokrotnie: z Zambią (0:0), ze Sierra Leone (2:0), z Burkina Faso (2:1) i ćwierćfinale z Republiką Południowej Afryki (1:2).
W 1998 roku Meftah wystąpił w 3 grupowych meczach Pucharu Narodów Afryki 1998: z Gwineą (0:1), z Burkina Faso (1:2) oraz z Kamerunem (1:2).
W 2000 roku Meftah zaliczył swój piąty turniej o Puchar Narodów Afryki. Zagrał na nim 4 razy: Demokratyczną Republiką Konga (0:0), z Gabonem (3:1), z Republiką Południowej Afryki (1:1) oraz ćwierćfinale z Kamerunem (1:2).
W 2002 roku Meftah został powołany do kadry Algierii na Puchar Narodów Afryki 2002. Na tym turnieju rozegrał 3 mecze: z Nigerią (0:1), z Liberią (2:2) i z Mali (0:2). W kadrze narodowej od 1990 do 2006 roku rozegrał 107 meczów, w których strzelił 4 gole.